# Tragedia

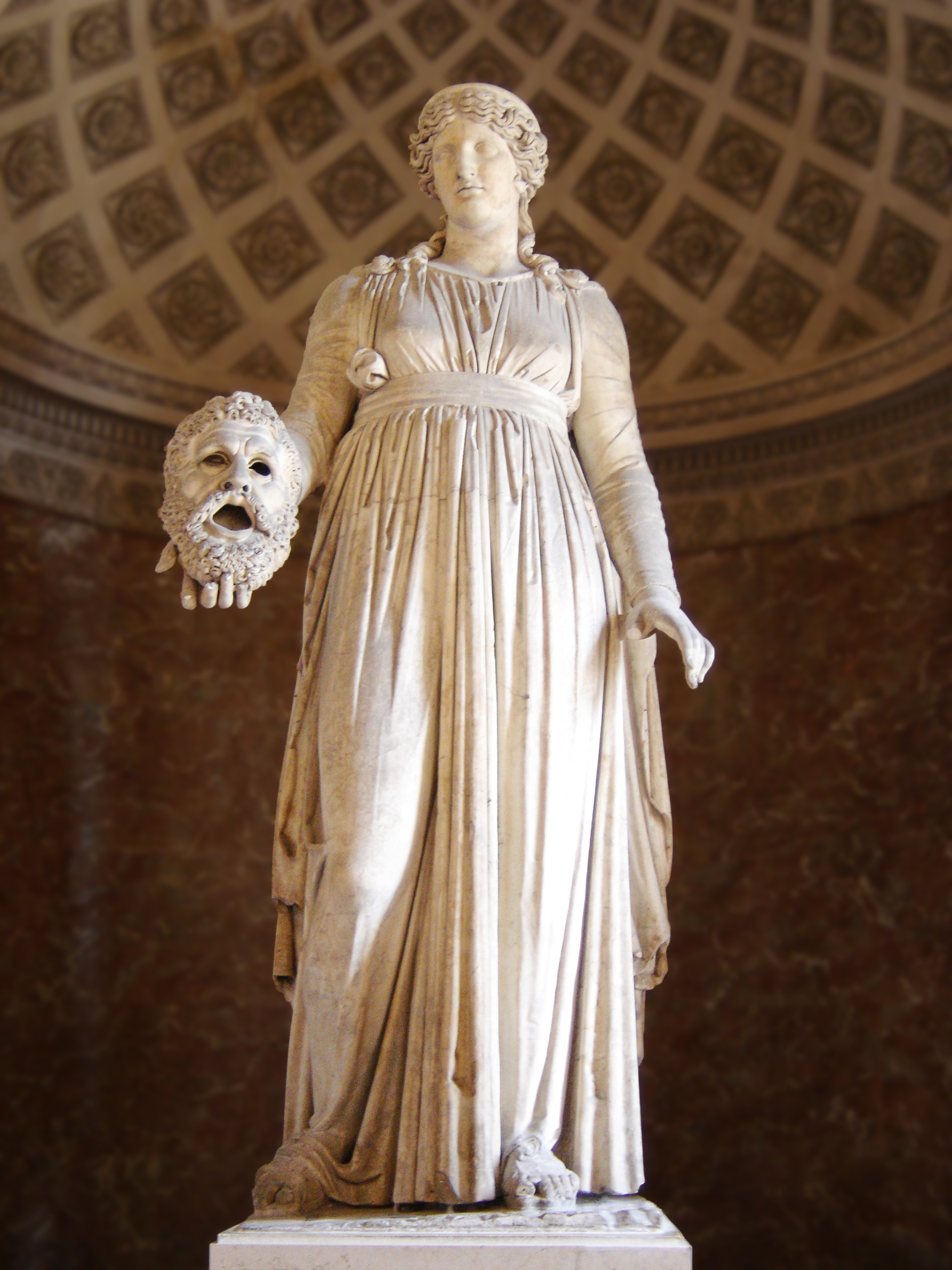
Melpomene, muza tragedii, z maską tragiczną

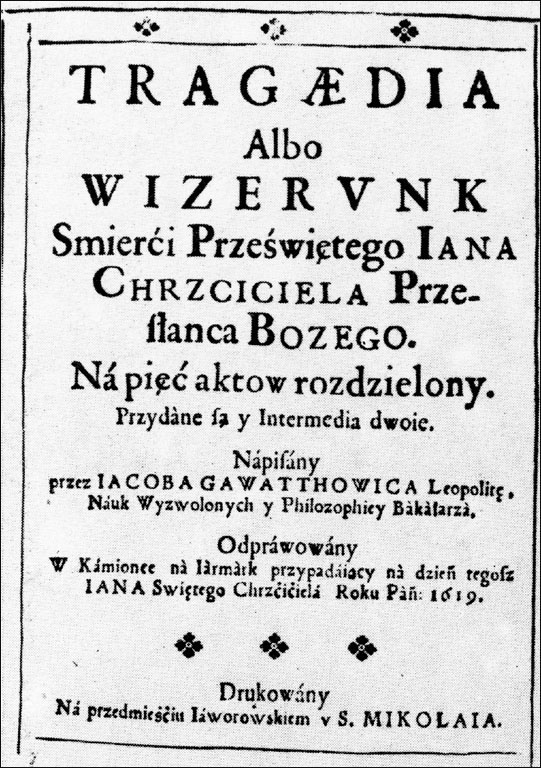
„Tragedya albo wizervnk śmierci przeświętego Jana Chrzciciela...” Jakuba Gawatha wydana w Jaworowie w 1619.

Tragedia (łac. tragoedia, z gr. τραγῳδία tragōdía, od wyrazów τράγος tragos „kozioł” i ᾠδή ōdḗ „pieśń”) – obok komedii i dramatu właściwego jeden z trzech podstawowych gatunków dramatu. Tragedia to utwór dramatyczny, w którym ośrodkiem akcji jest nieprzezwyciężalny i kończący się nieuchronną klęską konflikt wybitnej jednostki z siłami wyższymi – losem, fatum, prawami historii, prawami moralnymi, czy prawami społecznymi. Konflikt ten określa się jako konflikt tragiczny, stanowi on występujący w większości tragedii model sytuacji człowieka, zarazem jako kategoria estetyczna tragizmu, stanowiąc o estetycznej wymowie tragedii. Konflikt tragiczny stanowi przeciwieństwo dwóch racji równowartościowych, dlatego też mający dokonać między nimi wyboru musi ponieść klęskę, a jego działania kończą się katastrofą.

## Tragedia grecka

### Geneza tragedii
Źródłem tragedii greckiej są obrzędy religijne na cześć Dionizosa, a być może w jakimś stopniu także misteria eleuzyjskie lub misteria orfickie. Geneza tragedii greckiej jest przedmiotem wieloletniej kontrowersji naukowej, obejmującej szeroką gamę sprzecznych stanowisk. Według przekazu Arystotelesa tragedia stanowi przekształcony dytyramb, utwór liryczny (należący do liryki chóralnej) związany z kultem Dionizosa.

### Grecka twórczość tragiczna
Tragedie greckie powstawały od VI w. p.n.e. do okresu rzymskiego. Zachowana w Księdze Suda i przekazie Diaconusa Ioannesa tradycja przypisywana Solonowi mówi, że pierwszym twórcą tragedii był, mający żyć w Koryncie za tyranii Periandra, legendarny poeta Arion. Wiadomo, że pierwszą tragedię ateńską za panowania Pizystrata w 534 p.n.e. wystawił Tespis. Wszystkie zachowane w całości tragedie są jednak dziełami trzech wielkich twórców ateńskich V wieku p.n.e. – Ajschylosa, Sofoklesa i Eurypidesa. Pierwsze wystawienie tragedii odbyło się w 534 p.n.e. w Atenach za rządów Pizystrata – pierwsza zachowana tragedia, Persowie Ajschylosa (472 p.n.e.), wiąże się ze zwycięstwem Aten stanowiącym początek ich potęgi politycznej i kulturalnej. Koniec potęgi Aten na skutek klęski w wojnie peloponeskiej (404 p.n.e.) jest zarazem końcem epoki wielkich ateńskich utworów tragicznych. Zachowało się siedem tragedii Ajschylosa, siedem tragedii Sofoklesa i osiemnaście tragedii Eurypidesa.
W IV w. p.n.e. tragedia grecka zeszła na dalszy plan wobec zainteresowania prozą, a jej poziom artystyczny znacznie spadł. Wystawiano jednak nowe tragedie, a także wznawiano stare. Do najwybitniejszych tragików tego okresu należeli Astydamas, syn tragika Morismosa, jego syn Astydamas Młodszy i Teodektes z Faselis, ponadto Afareus, Euretos, Dikajogenes, Timokles, Poliejdos, Antyfon (Antymach, Meleager), Kleajnetos i Klejtofon.
W okresie hellenistycznym dramat grecki nie doczekał się wybitnych przedstawicieli.

## Tragedia rzymska

### Charakter tragedii rzymskiej

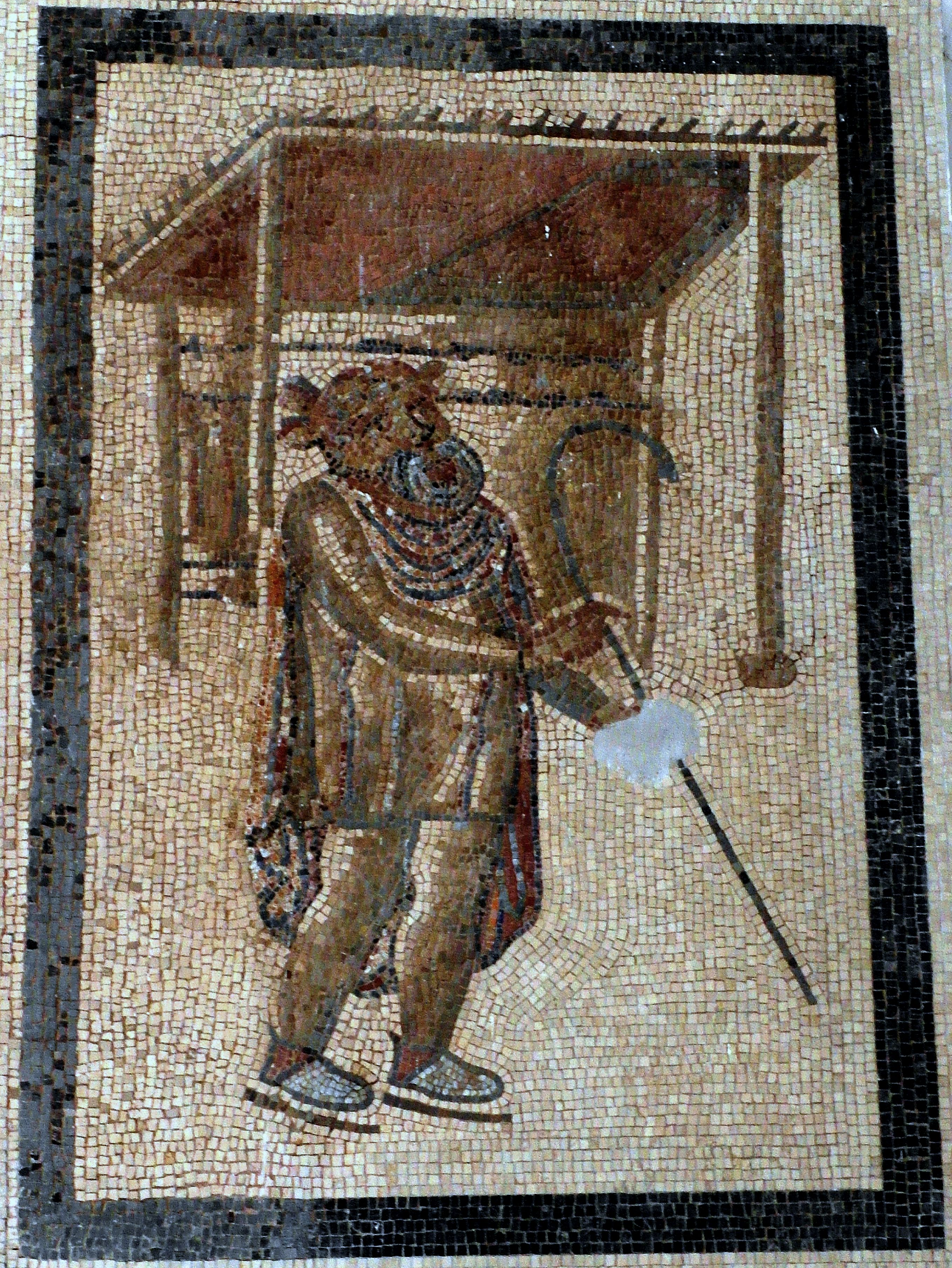
Aktor tragiczny, mozaika rzymska z II-III wieku n.e, Alcázar de los Reyes Cristianos, Kordoba

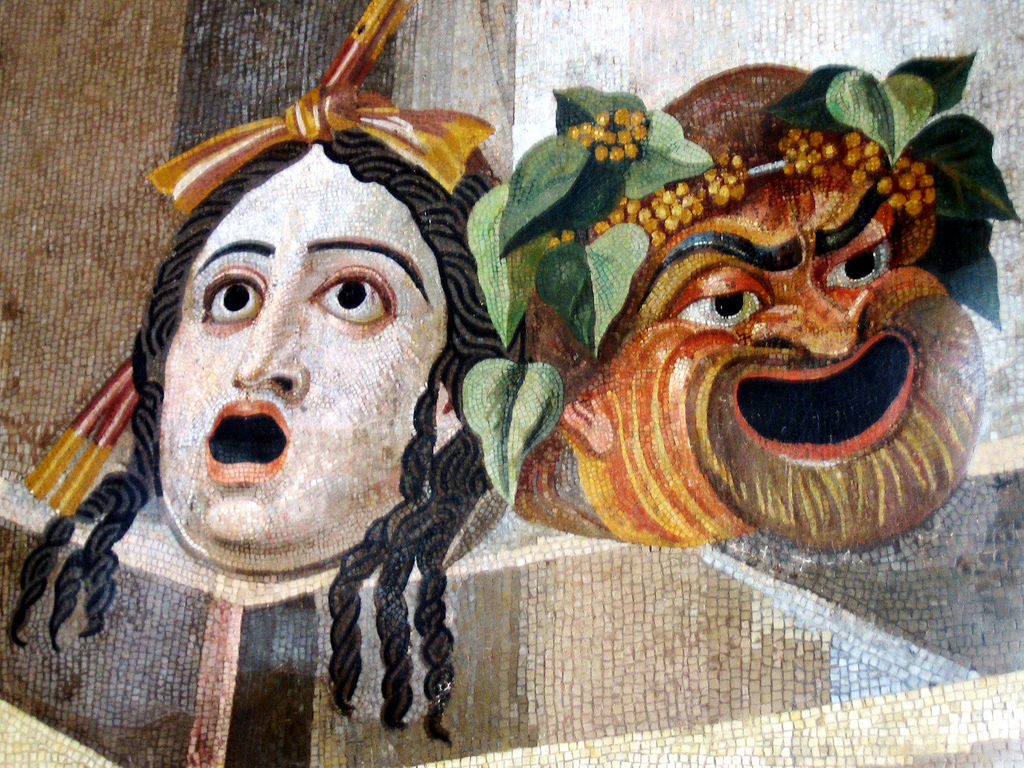
Maska tragiczna i komiczna na mozaice rzymskiej

Tragedia rzymska rozwinęła się już w okresie archaicznym – jej reprezentantami byli wtedy Liwiusz Andronikus, Enniusz i Newiusz. Najważniejszym przedstawicielem dojrzałej tragedii rzymskiej jest Seneka Młodszy. W pewnym stopniu nawiązała do dawnych widowisk scenicznych Italii, zasadniczo jednak wzorowała się ściśle na wzorcach formalnych tragedii greckiej. Mimo przyswojenia sobie wzorców formalnych tragedii greckiej, tragedia rzymska odeszła od jej wzorców kulturowych. W szczególności wyzbyła się jej elementów kultowych i religijnych – przy zachowaniu dominacji mitologii w tematyce utworu, nad funkcją oczyszczającą przeważały w niej funkcje wychowawcze, moralne, polityczne, psychologiczne i poznawcze. Tematyka zresztą odeszła częściowo od mitologii na rzecz tematów politycznych, a szczególnie sensacyjnych.
W dziedzinie formy tragedia rzymska pogłębiła tendencje rozwojowe tragedii greckiej. Rola chóru uległa dalszemu ograniczeniu i oderwaniu od akcji. Oderwane od przebiegu akcji wypowiedzi chóru nabrały charakteru pouczającego, sentencjonalnego i moralizatorskiego. Ograniczenie roli chóru doprowadziło również do zaniku prologu – utwierdził się natomiast schemat tragedii pięcioaktowej, przejęty przez tragedię klasycystyczną. Tragedia rzymska wykształciła specyficzny model języka, ściśle powiązany z rzymską retoryką i cechujący się koturnowością. Typowy dla tragedii rzymskiej był także fatalistyczny nastrój. Seneka wypracował nowy model bohatera tragicznego oparty na filozofii stoickiej – bohater senekański wyróżnia się szczególną siłą charakteru, która pozwala mu zachowanie niewzruszonego spokoju wobec przeciwności losu i cierpień.

### Rzymska twórczość tragiczna
Poza utworami Seneki nie zachowała się do naszych czasów żadna tragedia rzymska. Wszystko, co wiadome o tragediach okresu archaicznego, znane jest jedynie z fragmentów i opisów. Pierwszą tragedią wystawioną w Rzymie była łacińska przeróbka tragedii greckiej pióra Liwiusza Andronikusa. Wystawiono ją razem z przerobioną komedią grecką w czasie święta Ludi Romani (między 15 a 18 września) w 240 p.n.e. Liwiusz Andonikus, zwany „ojcem literatury greckiej” przybył do Rzymu jako jeniec. Prowadził w Rzymie szkołę, a jego przekłady literatury greckiej służyły jej uczniom. Dramaty greckie przekładał na potrzeby teatru rzymskiego, spośród tragedii były to głównie utwory Sofoklesa i Eurypidesa. Nie zachował się żaden fragment tragedii Liwiusza Andronikusa – znane są jedynie niektóre tytuły, świadczące o tym, że pisał on utwory związane z cyklem trojańskim (Koń trojański, Achilles, Ajaks) i mitami o Atrydach (Egist, Hermione).
Drugi chronologicznie z tragików rzymskich, Gnejusz Newiusz, który pierwszy swój utwór wystawił już pięć lat po pierwszych dziełach Liwiusza Andronikusa, również tworzył dramaty opierające się o twórczość grecką. Mimo że także był cudzoziemcem, wzbogacił jednak tematykę dramatu rzymskiego o motywy rodzime. Obok komedii greckiej, palliaty (w której aktorzy występowali w stroju greckim pallium), pojawiła się dzięki niemu także komedia fabula togata, w której aktorzy występowali w rzymskim stroju narodowym, todze. Obok tragedii greckiej Newiusz wprowadził tragedię rzymską, od togi obramowanej purpurowym szlakiem, w której występowali aktorzy, zwaną fabula praetexta. Tragedie rzymskie Newiusza mówiły o rzymskich dziejach i mitach – Romulus przedstawiał mit o założeniu Rzymu przez Romulusa, historyczna tragedia Clastidium zwycięstwo Rzymian pod wodzą konsula Marka Marcellusa nad Gallami w 222 p.n.e. Tragedie Newiusza tematyce greckiej opierają się na cyklu trojańskim (Koń trojański, Hektor wyruszający), tragedia Likurg mówi o królu trackim Likurgu ukaranym przez Dionizosa za sprzeciw wobec jego kultu. Z twórczości Newiusza zachowały się tylko tytuły i nieliczne fragmenty.
Nie napisali żadnych tragedii Plaut i Terencjusz, najwybitniejsi dramaturdzy rzymscy okresu archaicznego. Natomiast w twórczości Kwintusa Enniusza (239-169 p.n.e.) ważne miejsce zajmuje preteksta. Enniusz jest autorem tragedii o porwaniu Sabinek Sabinae i o oblężeniu Ambrakii przez Fulwiusza Nobiliora Ambracia. Siostrzeniec Enniusza, Marcus Pacuvius z Brundizjum (220-130 p.n.e.) w roku 168 p.n.e. uświetnił tragedią Paulus zwycięstwo Emiliusza Paulusa w bitwie pod Pydną. Młodszy od nich Lucius Accius wystawił dwie fabulae praetextae: tragedię Brutus i tragedię Enneadzi (Decjusz), napisaną na cześć bohaterskiej śmierci konsula Publiusza Decjusza. Prócz preteksty, Enniusz, Pakuwiusz i Akcjusz tworzyli także dostosowane do potrzeb sceny rzymskiej przeróbki tragedii greckich. Enniusz przerabiał przede wszystkim tragedie Eurypidesa, Pakuwiusz i Akcjusz głównie tragedie hellenistyczne. Z dzieł wszystkich trzech zachowały się jedynie fragmenty.
Literatura rzymska okresu cycerońskiego nie wydała tragedii ani żadnych wartościowych utworów scenicznych – na scenie zaczął dominować mim, popularna komedia łącząca elementy komedii rzymskiej i greckiej. Także w okresie augustowskim tragedia nie odgrywa dużej roli – np. niezachowane Medea Owidiusza i Tyestes Wariusza. W okresie augustowskim wystawiano tragedie na scenie, popularna była także recytacja fragmentów. Odrodzenie tragedii rzymskiej przynosi dopiero twórczość Seneki, autora 10 tragedii łacińskich, które jednocześnie stanowią jedyne zachowane tragedie rzymskie.

### Tragedia rzymska jako widowisko sceniczne
Tragedia rzymska cechowała się dominacją widowiska nad akcją sztuki. Oprócz sztuk teatralnych wystawiane były okazy flory i fauny, a widowiska często odbywały się również w cyrku. Rzymian ciekawiły m.in. drzewa hebanowe, krzewy balsamu, oraz zwierzęta np. tygrysy czy dwudziestometrowe węże. Najsławniejszym wydarzeniem tego okresu była rzeź słoni opisana w licznych relacjach.

## Tragedia renesansowa i klasycystyczna

### Tragedia regularna i nieregularna

#### Tragedia regularna
W średniowieczu zanikła tradycja gatunkowa tragedii, choć samo pojęcie było znane. Elementy tragiczne znalazły wyraz w średniowiecznych misteriach. W odniesieniu do form dramatycznych termin „tragedia” pojawił się ponownie w końcu XV w. Dramaturgia renesansowa przyniosła rozkwit twórczości tragicznej i powrót do wzorców starożytnych, przy czym były to nie tyle wzorce greckie, ile senekańskie. Powstały dość liczne komentarze do Poetyki Arystotelesa, które przyniosły konwencjonalizację arystotelesowskich zasad teoretycznych. Do najbardziej znanych należy zasada trzech jedności ukształtowana na podstawie przekształcenia myśli Arystotelesa przez manierystyczną poetykę włoską. Poetyka włoska przeszczepiona w XVII w. na grunt klasycystycznej tragedii francuskiej (np. Pierre Corneille – Cyd, Cynna, Le mort de Pompée, Jean Racine – Andromacha, Brytannik, Berenika, Fedra, Ifigenia w Aulidzie) doprowadziła do kanonizacji i usztywnienia wzorców starożytnych. Absolutyzacja tych norm stała się podłożem rozwoju klasycystycznej poetyki normatywnej, której jednym z czołowych reprezentantów jest Nicolas Boileau.
W skład rozbudowanego systemu norm estetycznych tragedii klasycystycznej wchodziły zasady prawdopodobieństwa, zasady dobrego smaku, zasady stosowności (decorum), zasada trzech jedności, zasada pięciu aktów, wysoki styl retoryczny bogaty w wyszukane figury. Ściśle określony był status bohatera tragedii, co związane było z jej rozumieniem jako gatunku wysokiego – bohaterami mogły być tylko osoby wysoko urodzone (monarchowie, książęta) lub legendarni bohaterowie. Stałość schematu kompozycyjnego, sposób doboru bohaterów oraz nacisk na elementy intelektualne i erudycyjne nadały tragedii klasycystycznej charakter sztuki elitarnej, powiązanej ze środowiskami dworskimi.
W tragedii klasycystycznej występowały jednak także liczne i ważne odstępstwa od zasad tragedii starożytnej. Najważniejsze to całkowita eliminacja chóru oraz brak motywacji metafizycznej, którą całkowicie zastąpiła motywacja psychologiczna – konflikt tragiczny nie miał w tragedii klasycystycznej związku z fatum, ale opierał się na przeciwieństwie namiętności i nakazów moralnych. Ponadto tragedia klasycystyczna rozszerzyła zakres tematyczny o wątki biblijne i historyczne.
Charakterystyczne jest występujące w tragedii klasycystycznej stałe napięcie między prawdopodobieństwem psychologicznym i fabularnym a normami estetycznymi tzw. pseudoklasycyzmu (np. Barbara Radziwiłłówna Alojzego Felińskiego całkowicie przezwyciężyła na rzecz norm estetycznych, co doprowadziło do skonwencjonalizowania gatunku). Ponadto w tragedii pseudoklasycznej szczególnego znaczenia nabiera kategoria patosu – niezmienny, jednolity ton wzniosłości i związana z nią surowa jednolitość języka poetyckiego stają się dla tragedii pseudoklasycystycznej naczelną zasadą gatunkową.

#### Tragedia nieregularna
Całkowicie odmienny od humanistycznego i klasycystycznego model tragedii, tragedia nieregularna, ukształtował się w teatrze i dramaturgii Anglii elżbietańskiej i Hiszpanii „złotego wieku”. Tragediopisarze angielscy konflikt tragiczny osadzali nie w świecie wyidealizowanym, ale w konkretnej rzeczywistości historycznej, obyczajowej, społecznej i psychologicznej. W tragedii nieregularnej nie występowały sztywne zasady jednorodności estetycznej i stylistycznej jak zasada trzech jedności, jej kompozycja była zaś luźna, składała się z dość swobodnie związanych epizodów, można ją określić jako rodzaj kroniki dramatycznej. Tragedia szekspirowska ma charakter polifoniczny, cechują ją także nieobecne w dramaturgii klasycystycznej fantastyka i groteska. Nawiązując do tradycji rodzimej (np. do auto sacramental) reguły poetyki klasycystycznej porzucili także dramaturdzy hiszpańscy (Lope de Vega, Calderón de la Barca), których utwory charakteryzują się obecnością motywów fantastycznych. Tak tradycja angielska, jak i hiszpańska, wywarła znaczny wpływ na dramaturgię preromantyzmu i romantyzmu.
Już w XVII w. wykształciła się także tzw. „tragedia domowa”, rozwijająca się w wieku XVIII. Tragedia domowa przeniosła konflikt tragiczny ze sfery wielkich wydarzeń mitologicznych i historycznych do środowisk mieszczańskiego i rodzinnego. Stała się jednym ze źródeł przemian tragedii niemieckiej w okresie „burzy i naporu”.

### Tragedia w teatrze i dramatopisarstwie francuskim

#### Francuski teatr renesansowy

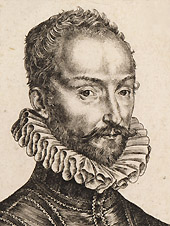
Étienne Jodelle

Francuski teatr renesansowy jest owocem powstałego na skutek idei humanizmu rozdziału twórczości artystycznej, opartej na wzorcach starożytnych od ludowej i średniowiecznej twórczości dramaturgicznej. Nastąpiło w nim zbliżenie dramaturgii i poezji lirycznej – humaniści uznawali tragedię i komedię za gatunki literackie o ściśle określonej charakterystyce – praktyka teatralna miała dla nich mniejsze znaczenie, w przeciwieństwie do teatru średniowiecza, widowisko teatralne zostało ściśle poddane wymaganiom literatury. Zbliżenie dramatu i poezji lirycznej znalazło wyraz w humanistycznym rozumieniu widowiska teatralnego jako formy recytacji poezji, zwłaszcza poezji szczególnie wzniosłej, za jaką uznawano tragedię.
Właściwe tragedie i komedie humanistyczne stworzyło we Francji środowisko Plejady w drugiej połowie XVI w. – w pierwszej połowie wieku nadal tworzono przede wszystkim średniowieczne misteria, moralitety i farsy. Rozwój dramatu średniowiecznego podsycały spory religijne – protestanci francuscy także uprawiali takie gatunki jak moralitet czy sotie. Jeszcze przed powstaniem właściwej tragedii francuskiej w środowisku Plejady istniała już jednak we Francji szkolna tragedia łacińska. W kolegium w Bordeaux działał Szkot George Buchanan tworzący tragedie łacińskie naśladujące wzorce starożytne. Znanym autorem tragedii łacińskich był Marc-Antoine Muret. Istniały także francuskie przekłady Sofoklesa i Eurypidesa, a w 1548 powstał przekład głośnej włoskiej tragedii klasycystycznej – Sofonisby Giana Giorgia Trissina. W tym samym roku rozwojowi teatru średniowiecznego położył kres oficjalny zakaz wystawiania misteriów – aż do końca wieku istniały jednak jeszcze trupy teatralne średniowiecznego typu, wystawiające jednak przede wszystkim farsy.
Pierwszą oryginalną tragedią francuską była Kleopatra Étienne’a Jodelle’a. Jej premiera przyjęta została z entuzjazmem, uznaje się ją za punkt zwrotny w historii teatru francuskiego. Sztuka została wystawiona po raz pierwszy w 1533 w obecności króla Henryka II i jego dworu na dziedzińcu pałacu w Reims, a następnie w kolegium szkolnym w obecności innych znaczących osób. Treść utworu przedstawia życie Kleopatry od śmierci Marka Antoniusza, który pojawia się w pierwszym akcie jako duch – władczyni Egiptu deklaruje chęć połączenia się z nim poprzez własną śmierć. Tymczasem Oktawian chce okazać jej łagodność i wyrozumiałość – jego zamiar niweczy jednak zdrada. Kleopatra wybiera więc samobójstwo.
Kleopatra realizuje postulaty Plejady do której kręgu należeli Jodelle i związani z nim aktorzy, reprezentuje więc typ teatru klasycystycznego. Temat tragedii Jodelle’a nie został zaczerpnięty z repertuaru tragedii starożytnej, ale z historycznego dzieła Plutarcha. Tragizm utworu zasadza się nie na starożytnym metafizycznym fatalizmie, ale na splocie przeciwstawnych czynników psychologicznych i moralnych, które może rozwiązać tylko samobójstwo bohaterki. Konflikt tych czynników przedstawiony jest klasycznie, w momencie największego natężenia napięcia. Tak jak w tragedii greckiej, śmierć bohaterki nie jest przedstawiona na scenie, a jedynie w lamentacjach chóru. Rola chóru jest w tragedii Jodelle’a istotna, ale inna niż w starożytności – chór komentuje przeżycia, działania i cechy moralne bohaterki. Taka funkcja chóru i ograniczenia fabularne utworu (to, że wszystkie ważne zdarzenia dokonały się już przed rozpoczęciem akcji, Kleopatra w chwili jej rozpoczęcia zrealizowała już wszystkie swoje nadzieje) sprawiają, że przebieg akcji jest powolny a intryga mało urozmaicona. Utwór pozbawiony jest przez to dramatycznego napięcia, zbliża się w wielu miejscach do poezji lirycznej, elegii o podniosłym, lamentacyjnym i żałobnym nastroju.
Tragedia Jodelle’a jest więc typowym reprezentantem tragedii humanistycznej. Akcja dramatyczna ma w tragedii humanistycznej małe znaczenie, ważniejsze jest przedstawienie wzniosłości i piękna moralnego śmierci bohatera. Drugorzędne znaczenie ma też sceniczność tragedii – nad dialogiem dominuje bowiem monolog, co ma na celu ukazanie indywidualnej godności bohatera. Tragedia renesansu francuskiego ma więc charakter utworu lirycznego – charakteryzują ją statyczność i elegijność, dostojny nastrój i intelektualne wysublimowanie, wyrażanie złożonych i dostępnych nielicznym uczuć i postaw. Wielu tragedii wcale nie wystawiano – jeden z najsławniejszych tragediopisarzy epoki, Robert Garnier, doczekał się licznych wydań swoich utworów, jego sława nie wyszła jednak poza książkę i szkołę.
Inni XVI-wieczni tragicy francuscy są w dużej mierze naśladowcami Jodelle’a. Należą do nich Jean de la Péruse (Medea), Jacques Grévin (Śmierć Cezara), Jean de La Taille, Robert Garnier i wielu innych. Jodelle spełnił bowiem jeden z podstawowych dążących do ścisłego nawiązania do starożytności postulatów Plejady, którym było wprowadzenie do literatury francuskiej gatunków opartych na starożytnych wzorcach formalnych. Tragicy XVI-wiecznej Francji naśladowali jednak nie tyle tragików greckich, co Senekę. Pojawiła się także nawiązująca do starożytności poetyka, oparta na poglądach Arystotelesa i Horacego, ale wprowadzająca do tragedii nieznane im kategorie, takie jak zasada prawdopodobieństwa i zasada trzech jedności. Autorem najważniejszego traktatu przyswajającego Francji zasady poetyki starożytnej jest osiadły w tym kraju Włoch Juliusz Cezar Scaligeri.
W XVI w. za najwybitniejszego tragika francuskiego uznawano Roberta Garnier. Garnier był urzędnikiem i adwokatem – retoryka jego czasów wywarła wpływ na jego praktykę poetycką. Jego utwory wyróżniają się poczuciem logiki, zmysłem oratorskim oraz umiejętnością prowadzenia dysputy. Mniejsze znaczenie ma w nich natomiast motywacja psychologiczna. Napisał siedem tragedii znajdujących się pod wpływem Seneki – jedną z ważniejszych jest Antygona, czyli Litość. Akcja utworów Garniera jest bardziej złożona niż utworów Jodelle’a, przez co w pewnym stopniu oddala się on od wzorca tragedii renesansowej. Jodelle jest także twórcą pierwszej tragikomedii francuskiej – utworu Bradamante opierającego się na Orlandzie Szalonym Ariosta.

#### Francuski teatr klasycystyczny
Kształtowanie się doktryny klasycznej:
Proponowana przez króla (Ludwik XIII) i dwór zasada jedności moralnej, społecznej i politycznej Francji obowiązywała również w sztuce, której – zdaniem kardynała Richelieu – potrzeba autorytetu, dyscypliny i doskonałości. W 1634 r. Richelieu powołał Akademię Francuską – oficjalną instytucję orzekającą w sprawach literatury i języka francuskiego. Akademia powstała w atmosferze niechęci pisarzy, traktowana jako jeszcze jeden ze sposobów ograniczania swobody wypowiedzi.
W latach 1630–1660 (tzw. preklasycyzm) kształtowała się zwarta, konsekwentna doktryna estetyczna, a jej pierwszym kodyfikatorem był Jean Chapelain.
Zasady doktryny klasycznej:
- za fundamentalną zasadę literatury uznano naśladowanie starożytnych. Klasycy przyswajali sobie najcenniejsze wartości antyku (nawiązywanie do tradycji greckich i rzymskich, poszanowanie dla reguł Arystotelesa i przekonanie, że artysta jest „więźniem wewnętrznego kodeksu”).
- natura wskazuje to, co piękne, co pociąga umysł i serce, pomijając to, co niskie i prostackie. Tematami godnym literatury są: człowiek, jego charakter, obyczaje, namiętności, stany duszy. Swoboda tematyczna została ograniczona nakazem prawdopodobieństwa i dobrego tonu (bienseance).
- zasada prawdopodobieństwa, wywiedziona z IX rozdziału Poetyki Arystotelesa, głosi, iż tematem literatury może być nie tylko to, co wydarzyło się, ale to, co wydarzyć się może, to, co opinia publiczna uważać może za prawdopodobne.
- kierując się dobrym smakiem należy eliminować z życia i przeszłości to, co było przypadkowe i nietrwałe.
- o wartości dzieła literackiego decydują jego wewnętrzna harmonia, „obyczajność”, stosowność, zgodność z tradycją, zasadami dobrego wychowania.
- zasada rozumu (wpływ Kartezjusza). Rozum to niezawodne kryterium w ocenie dzieła lit., to również kryterium uniwersalnego piękna, zdrowy rozsądek. Literatura pobudza do refleksji, tworzy swoistą kulturę umysłową, której sprostać muszą twórca i czytelnik.
- zasada trzech jedności – akcji, czas i miejsca. Jedność akcji osiąga się poprzez jeden wątek, dotyczący jednego bohatera. W 1660 r. Corneille dodaje: jedność akcji w tragedii to jedność niebezpieczeństwa, w komedii natomiast, jest to jedność przeszkody. Według niego akcja może toczyć się w różnych miejscach, jeżeli dzielącą je odległość można pokonać w 24 h.
- wysoki styl retoryczny.

## Tragedia romantyczna
Gatunek dramatyczny twórczo nawiązujący i kontynuujący model tragedii szekspirowskiej, stojący natomiast w opozycji do skodyfikowanej koncepcji tragedii antycznej oraz klasycznej. Tragedia romantyczna kierowała się wzorem Szekspira. Określały ją m.in. następujące cechy:
odrzucenie estetycznej jednorodności, mieszanie tragizmu, patosu, komizmu i groteski,
zerwanie z tradycyjnymi wyznacznikami kompozycyjnymi (np. zasadą trzech jedności),
stosowanie fragmentarycznej, luźnej fabuły,
wprowadzenie bohaterów uosabiających ludzkie namiętności i niepoddających się jednoznacznie ocenie moralnej, osadzenie wydarzeń oraz konfliktu tragicznego w szerokim kontekście psychologicznym i konkretnych realiach obyczajowych, historycznych, społeczno-politycznych, filozoficznych.
Można przyjąć, iż te właśnie cechy tragedii romantycznej doprowadziły w pewnym sensie do śmierci gatunku. Tendencja romantyzmu do modyfikowania, a nawet zacierania wyrazistości gatunkowej, musiała bowiem przekształcić z czasem nową koncepcję tragedii tak dalece, że w efekcie zrodził się nowy gatunek: dramat romantyczny.
Do najwybitniejszych twórców tragedii romantycznej należą m.in.: Friedrich Schiller, George Byron, Aleksander Puszkin, Juliusz Słowacki i Cyprian Kamil Norwid z koncepcją białej tragedii, czyli „nietragicznej tragedii”.

## Tragedia w literaturze współczesnej
W literaturze współczesnej (od drugiej połowy XIX w.) cechy gatunkowe tragedii uległy zatarciu – powstał nawet pogląd o „końcu tragedii” jako gatunku dramatycznego. Nadal jednak pojawiało się w utworach dramatycznych wiele elementów typowych dla tragedii – w twórczości naturalistów, symbolistów i ekspresjonistów widoczne są one w dramatach wielu czołowych pisarzy, jak Georg Büchner, Henrik Ibsen, August Strindberg, Gerhart Hauptmann, Frank Wedekind czy Eugene O’Neill. Tematyka tragedii uległa w ich twórczości przemianom – Büchner jest współtwórcą tzw. „tragedii niskiej”, operującej kategorią tragizmu w przedstawieniu życia człowieka przeciętnego. Zbliżone do tragedii utwory Ibsena, Strindberga i Hauptmanna podnoszą zagadnienia rodziny i społeczeństwa. W drugiej połowie XIX w. nie zanikły jednak jeszcze całkowicie ambicje stworzenia tragedii monumentalnej, o tematykach historycznej i biblijnej, naznaczonej ambicjami erudycyjnymi – nurt ten określa się czasem jako „tragedię archeologiczną”.
Przekształcone elementy tragedii starożytnej, zwłaszcza jej funkcji religijno-kultowych, pojawiają się w dziełach pisarzy nawiązujących do literatury greckiej i greckiego mitu – widoczne jest to np. w twórczości Stanisława Wyspiańskiego. Odrodzenie tragedii na przełomie XIX i XX ze względu na zainteresowanie orfizmem, dionizyjskością, jej aspektami religijnymi, mistycznymi, mitologicznymi i ezoterycznymi nastąpiło zwłaszcza pod wpływem refleksji Friedricha Nietzschego nad cywilizacją grecką w Narodzinach tragedii z ducha muzyki – tendencja taka wystąpiła zwłaszcza w dramaturgii symbolistycznej i ekspresjonistycznej.
Konwencje tragedii greckiej i próby jej interpretacji w wieku XX podejmowali m.in. Gabriele D’Annunzio, Hugo von Hofmannsthal, Maurice Maeterlinck, Paul Claudel, Jean Giraudoux, Jean Anouilh, Jean-Paul Sartre, Samuel Beckett, Bertolt Brecht, Thomas Stearns Eliot (np. Mord w katedrze, Cocktail Party). Maurice Maeterlinck wprowadził opartą na „tragizmie codziennym” tragedię statyczną. Paul Claudel adaptował w utworach o charakterze tragicznym modele japońskiego teatru nō i hiszpańskiej dramaturgii barokowej. W twórczości części pisarzy współczesnych, zwłaszcza zbliżających się do egzystencjalizmu, tragizm wyraźny jest zwłaszcza w kreacji bohatera – widoczne jest to np. w twórczości dramatycznej Sartre’a, Becketta, a także Brechta. Tragedia jako gatunek szczególnie silnie powiązany z tradycją literacką i w szczególny sposób realizujący rozumienie poezji jako opartej na normach bliska była także neoklasycystom – np. Claudelowi i Eliotowi. Eliot, którego utwory dość ściśle realizują formalne wzorce tragedii regularnej, ale jednocześnie zawierają wiele elementów nowych, odnowił w literaturze angielskiej tradycje dramatu poetyckiego – jego dokonania kontynuował następnie ruch literacki zwany nowym teatrem elżbietańskim.

## Tragedia w literaturze polskiej

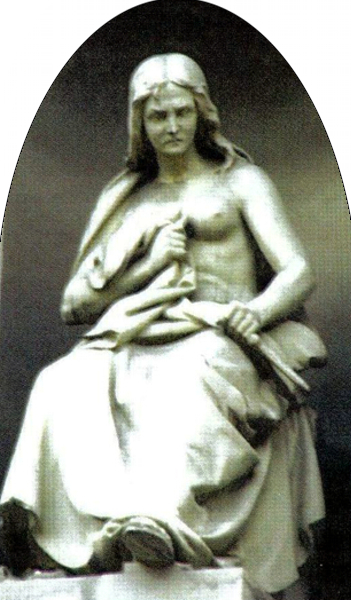
Alegoria tragedii na gmachu Opery Lwowskiej

Pierwszą polską tragedią jest Odprawa posłów greckich Jana Kochanowskiego (1578), wyróżniająca się oryginalnością problematyki narodowej i politycznej. W XVI w. terminem „tragedia” określano jednak często w Polsce utwory komediowe (np. Tragedia o polskim Scylurusie Jana Jurkowskiego, Tragedia żebracza). W drugiej połowie XVI w. upowszechniły się w Polsce tragikomedie. Od XVI w., a zwłaszcza w wieku XVII, dominowały przekłady, stanowiące najczęściej adaptacje i parafrazy – np. Jeftes George’a Buchanana w przekładzie Jana Zawickiego, Cyd Pierre’a Corneille’a w przekładzie Jana Andrzeja Morsztyna, przekłady utworów Racine’a. W wieku XVIII tłumaczono zwłaszcza tragedie Woltera.
Popyt na utwory tragiczne stwarzał żywy od końca XVI wieku teatr jezuicki, a później także dworski, reformacyjny i pijarski.
Odrodzenie twórczości tragicznej w Polsce, którego domagała się powiązana z ideami klasycyzmu krytyka literacka, przypada na drugą połowę XVIII wieku – za datę graniczną między barokiem a klasycyzmem bywa uznawane wystawienie Tragedii Epaminondy Stanisława Konarskiego w Collegium Nobilium w 1756. Teatr polski tego okresu stawiał sobie przede wszystkim cele dydaktyczne, a także publicystyczne. Ośrodkiem akcji był często konflikt polityczny rozumiany jako przeciwieństwo dobra jednostki i dobra ogółu. Twórczość dramatyczna stawiała sobie za cel pochwałę cnót patriotycznych i obywatelskich, dlatego też – zwłaszcza po utracie niepodległości – przedstawiała często motywy z historii Polski. Bohaterami byli przeważnie wodzowie – rzadziej przedstawiano dzieje królów, co stało się popularniejsze w okresie późniejszym i stanowiło przejaw oddziaływania na klasycyzm wzorców preromantycznych. Formatem wierszowym polskiej tragedii klasycystycznej był przeważnie parzyście rymowany 13-zgłoskowiec.